# To the Bone (película)
To the Bone (titulada Hasta el hueso en Hispanoamérica y Hasta los huesos en España) es una película dramática estadounidense de 2017, escrita y dirigida por Marti Noxon. Protagonizan el film: Lily Collins, Keanu Reeves, Carrie Preston, Lili Taylor, Alex Sharp, Liana Liberato, Brooke Smith y Ciara Bravo. La trama comienza con la presencia de Ellen quien se encuentra luchando contra la anorexia. La película fue estrenada en el concurso del Festival de Cine de Sundance en enero de 2017, como contendiente en la Dramatic Competition de EE. UU. Se estrenó en todo el mundo por Netflix el 14 de julio de 2017.

## Argumento
Ellen es una universitaria de 20 años quien regresa a la casa de su madrastra y su padre después de haber participado en un programa de pacientes internos sin lograr progreso alguno. Al estar su padre ausente, Susan, su madrastra, le recomienda ver al Dr. William Beckham, quien insiste en que se una a su programa de pacientes. Ésta rehúsa, en principio, pero la insistencia de su hermana mayor la lleva a participar.
El tratamiento del médico se sitúa dentro de una casa de familia, por lo que Ellen se muda allí junto a los demás pacientes: cinco son mujeres, y Luke, quien está cercano a recuperarse de su problema alimenticio y de su lesión en la rodilla, que le impide poder bailar ballet, que es su gran afición. Este chico actúa como animador moral para los demás pacientes y toma un interés especial por la nueva integrante.
En una sesión de terapia familiar con Beckham, el padre de Ellen falla en aparecer. Se revela que hasta hace 18 meses, Ellen vivía con su madre, la cual la abandonó para mudarse a Phoenix.
Un gran cambio se produjo cuando ella empieza a apodarse Eli y tienen una relación mucho más estrecha con los demás miembros de la casa. Es sorprendida cuando Luke le da un beso y admite que está empezando a enamorarse de ella: ella se llena de pánico y rápidamente lo rechaza. Más tarde descubre que Megan, una paciente que se encontraba embarazada, pierde a su bebé. El acontecimiento lleva a Eli a una recaída y decide marcharse del lugar, Luke le suplica que se quede justificando que la necesita y diciéndole que la condición de la rodilla es permanente y nunca será capaz de bailar correctamente otra vez, por lo que necesita otra motivación: a ella. Pese a esto, Ellen se va a su casa.
La madre de Ellen le cuenta que está arrepentida por haberse marchado y que sufrió depresión posparto. Le recomienda que, para poder solucionar ambas sus problemas, ella alimente a su hija con leche mientras la arrulla. Si bien Eli encuentra la idea extraña, accede a hacerlo.
Después de comer, Eli da un paseo por la noche y alucina que en un árbol besa a Luke. Esto último funciona como una revelación de lo enferma que se encuentra, por lo tanto, decide recomenzar el tratamiento del Doctor.

## Reparto
- Lily Collins como Ellen (Eli).
- Keanu Reeves como Dr. William Beckham.
- Carrie Preston como Susan, madrastra de Ellen.
- Lili Taylor como Judy, madre de Ellen.
- Alex Sharp como Luke.
- Liana Liberato como Kelly, media hermana de Ellen.
- Brooke Smith como Olive, novia de Judy.
- Leslie Bibb como Megan.
- Kathryn Prescott como Anna.
- Ciara Bravo como Tracy.
- Maya Eshet como Pearl.
- Lindsay McDowell como Kendra.
- Retta como Lobo.
- Joanna Sanchez como Rosa.
- Alanna Ubach como Karen.